# William Wollaston

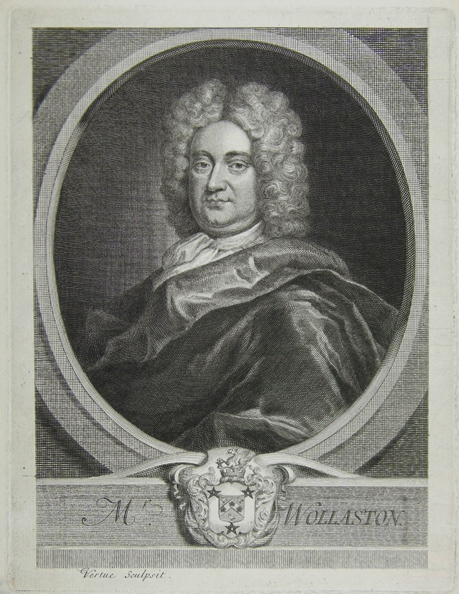
William Wollaston

William Wollaston (* 26. März 1659 in Coton-Clanford, Staffordshire; † 29. Oktober 1724 in London) war ein englischer Moralphilosoph.

## Leben
Wollaston war Lehrer in Birmingham. 1686 legte er alle seine Ämter nieder und ließ sich in London nieder.
Der Kern seiner Lehre bestand darin, dass der Mensch das Wahre und Falsche nicht bloß erkennen könne, sondern auch in seinen Handlungen ausdrücken solle. Folglich sei das oberste Prinzip der Sittlichkeit der Satz:

„Jede Handlung sei gut, die einen wahren, jede bös, die einen falschen Satz ausdrücke.“

Mit seinem Hauptwerk The religion of nature delineated fand Wollaston in John Clarke einen erbitterten Gegner.

## Schriften
- The religion of nature delineated. Garland, New York 1978, ISBN 0-8240-1816-8 (Reprint der Ausgabe London 1724).